# Per Bergström
Per Niclas Bergström (i riksdagen kallad Bergström i Stockholm), född 12 februari 1813 i Visby, död 5 januari 1884 i Stockholm, var en svensk handelsman och riksdagsman. 
Bergström var verksam som pälshandlare i Stockholm och grundade 1844 sin firma, som även hade försäljning vid dåvarande Stadsmedjegatan. Verksamheten expanderade med öppnandet av en andra butik 1868 vid Storkyrkobrinken 4 med ateljéer och verkstäder på flera våningar. År 1875 öppnades ytterligare en stor butik vid Fredsgatan 18.
Vid hans död övertogs affären av sönerna Axel, född 1854 och Albert, född 1855.
Bergström var ledamot av riksdagens andra kammare. Han är begravd på Norra begravningsplatsen utanför Stockholm.